# R. H. Products Robert Hillmann
R. H. Products Robert Hillmann war ein deutscher Hersteller von Automobilen.

## Unternehmensgeschichte
Das Unternehmen aus Münsing (Bayern) begann 1990 mit der Produktion von Automobilen. Der Markenname lautete RH. Es ist nicht bekannt, wann die Produktion endete.

## Fahrzeuge
Das Unternehmen stellte Nachbildungen klassischer Fahrzeuge sowie Umbauten her. Das Modell Cobra 427 war ein Nachbau des AC Cobra. Zur Wahl standen V8-Motoren von Chevrolet mit bis zu 5700 cm³ Hubraum und 241 bis 390 PS Leistung, ein V8-Motor von Daimler-Benz mit 5600 cm³ Hubraum und ein Zwölfzylindermotor von BMW. Basis des Fahrzeugs war ein Kastenrohrrahmen, der feuerverzinkt war. Die Achsen kamen wahlweise von Jaguar. Die Karosserie bestand beim Basismodell aus Kunststoff und beim Leichtbaumodell aus Kevlar. 1991 folgte eine etwas verlängerte Version. Daneben gab es einen Nachbau des Jaguar E-Type mit einem Sechszylindermotor von BMW mit 3500 cm³ Hubraum. Ferner war ein Nachbau des Ferrari 512 BBi als Cabriolet auf Basis des Mercedes-Benz 420 SEC im Angebot.
Der erste Jaguar E-Type Nachbau entstand unter aufwändiger Mitarbeit des damaligen Kunden und wurde mit dem gleichen Chevrolet V-8 Motor wie die Cobras ausgerüstet. Das Fahrzeug bekam im Juli 1992 die offizielle deutsche Zulassung, wurde in den Folgejahren immer weiter verbessert und befindet sich nach wie vor im Besitz des Kunden.
Da keine weiteren Modelle entstanden, handelt es sich um ein Einzelstück.